# Ячев
Ячев (пол. Jaczew) — село в Польщі, у гміні Коритниця Венґровського повіту Мазовецького воєводства.
Населення — 237 осіб (2011).
У 1975-1998 роках село належало до Седлецького воєводства.

## Демографія
Демографічна структура станом на 31 березня 2011 року:
|          | Загалом | Допрацездатний вік | Працездатний вік | Постпрацездатний вік |
| -------- | ------- | ------------------ | ---------------- | -------------------- |
| Чоловіки | 121     | 21                 | 82               | 18                   |
| Жінки    | 116     | 30                 | 52               | 34                   |
| Разом    | 237     | 51                 | 134              | 52                   |